# ضاحية ثانجافور
ثانجافور رمزها «TJ» (بالإنجليزية: Thanjavur)‏ ، هو تقسيم إداري لدولة الهند تتبع ولاية تاميل نادو (بالإنجليزية: Tamil  Nadu)‏ ، مركزها هو مدينة ثانجافور (بالإنجليزية: Thanjavur)‏ عدد سكانها حسب تعداد سنة 2001 هو 2,205,375 ، مساحتها 3,397 كم² وكثافة السكان 649 لكل كم² .

## أعلام
- تياجارجا
- آر فينكاتارامان